# أندرو هارفي (كاتب)
أندرو هارفي (بالإنجليزية: Andrew Harvey)‏ هو كاتب بريطاني، ولد في 1952 في كويمباتور في الهند.

## وصلات خارجية
- أندرو هارفي على موقع ميوزك برينز (الإنجليزية)